# 基隆市
基隆市（キールン/チーロン/きいるん-し、繁: 基隆市、英語: Keelung City）は、中華民国台湾省の市である。

## 概要
台湾北部に位置する港湾都市であり、首都台北市の北約30kmに位置する。
台湾の貿易・物流の重要拠点であり、高雄港に次ぐ台湾第2位の貨物取扱量を誇り、台北市の外港である基隆港を擁している。鉄道・縦貫高速道路の起点でもあり、台湾島内全域と結ばれている。
造船・製鉄・肥料などの工業のほか、漁業も盛んであり、水産加工業が発達している。
2020年現在の人口は、367,577人。面積は約133km2。

## 地理

### 地形
東を雪山山脈に、西を大屯山に囲まれており、平地は少ない。東シナ海から深く湾入した沈降地形が、良港となっている。

### 気候
ケッペンの気候区分では温暖湿潤気候 (Cfa)に属する。
基隆市は世界有数の多雨地となっており、「雨港」・「雨都」の異称がある。特に北東季節風が吹く10月から4月にかけては、雨天日数が月平均で21日に達する。
| 基隆市 (1981年から2010年)の気候 | 基隆市 (1981年から2010年)の気候 | 基隆市 (1981年から2010年)の気候 | 基隆市 (1981年から2010年)の気候 | 基隆市 (1981年から2010年)の気候 | 基隆市 (1981年から2010年)の気候 | 基隆市 (1981年から2010年)の気候 | 基隆市 (1981年から2010年)の気候 | 基隆市 (1981年から2010年)の気候 | 基隆市 (1981年から2010年)の気候 | 基隆市 (1981年から2010年)の気候 | 基隆市 (1981年から2010年)の気候 | 基隆市 (1981年から2010年)の気候 | 基隆市 (1981年から2010年)の気候 |
| 月                              | 1月                             | 2月                             | 3月                             | 4月                             | 5月                             | 6月                             | 7月                             | 8月                             | 9月                             | 10月                            | 11月                            | 12月                            | 年                              |
| ------------------------------- | ------------------------------- | ------------------------------- | ------------------------------- | ------------------------------- | ------------------------------- | ------------------------------- | ------------------------------- | ------------------------------- | ------------------------------- | ------------------------------- | ------------------------------- | ------------------------------- | ------------------------------- |
| 平均最高気温 °C （°F）          | 18.3 (64.9)                     | 18.8 (65.8)                     | 20.8 (69.4)                     | 24.4 (75.9)                     | 27.7 (81.9)                     | 30.7 (87.3)                     | 33.0 (91.4)                     | 32.3 (90.1)                     | 29.6 (85.3)                     | 26.2 (79.2)                     | 23.3 (73.9)                     | 19.9 (67.8)                     | 25.42 (77.74)                   |
| 日平均気温 °C （°F）            | 16.0 (60.8)                     | 16.2 (61.2)                     | 17.9 (64.2)                     | 21.3 (70.3)                     | 24.5 (76.1)                     | 27.3 (81.1)                     | 29.3 (84.7)                     | 28.9 (84)                       | 27.0 (80.6)                     | 24.1 (75.4)                     | 21.2 (70.2)                     | 17.7 (63.9)                     | 22.62 (72.71)                   |
| 平均最低気温 °C （°F）          | 13.9 (57)                       | 14.2 (57.6)                     | 15.5 (59.9)                     | 18.8 (65.8)                     | 22.0 (71.6)                     | 24.6 (76.3)                     | 26.4 (79.5)                     | 26.2 (79.2)                     | 24.7 (76.5)                     | 22.2 (72)                       | 19.2 (66.6)                     | 15.7 (60.3)                     | 20.28 (68.52)                   |
| 雨量 mm （inch）                | 335.8 (13.22)                   | 399.1 (15.713)                  | 332.3 (13.083)                  | 240.9 (9.484)                   | 296.1 (11.657)                  | 286.7 (11.287)                  | 150.4 (5.921)                   | 212.8 (8.378)                   | 360.8 (14.205)                  | 413.4 (16.276)                  | 394.7 (15.539)                  | 332.1 (13.075)                  | 3,755.1 (147.838)               |
| 平均降雨日数 （≥0.1 mm）        | 21.0                            | 19.6                            | 21.1                            | 17.2                            | 18.8                            | 14.2                            | 9.2                             | 11.5                            | 15.0                            | 17.7                            | 19.9                            | 20.1                            | 205.3                           |
| % 湿度                          | 81.2                            | 82.5                            | 83.6                            | 81.6                            | 81.7                            | 79.6                            | 75.1                            | 76.7                            | 78.6                            | 79.2                            | 79.0                            | 78.5                            | 79.8                            |
| 平均月間日照時間                | 54.5                            | 48.0                            | 65.6                            | 83.4                            | 90.3                            | 125.4                           | 203.0                           | 192.5                           | 149.1                           | 94.3                            | 58.7                            | 52.6                            | 1,217.4                         |
| 出典：中央気象局                |                                 |                                 |                                 |                                 |                                 |                                 |                                 |                                 |                                 |                                 |                                 |                                 |                                 |

## 行政区画

基隆市行政区画

- 中山区
- 七堵区
- 暖暖区
- 仁愛区
- 中正区
- 安楽区
- 信義区

## 歴史
「基隆」という地名の由来は、元々この地一帯に住んでいた台湾原住民平埔族ケタガラン族の族名がなまってケランとなり、それに台湾語音によって漢字が宛てられ、鶏籠（雞籠, ケーラン）と呼ばれていたことに由来する。今日でも台湾語ではこう呼ばれる。
1626年にスペイン人が社寮島（現在の和平島）を占領しサン・サルバドル城（聖薩爾瓦多城）を築き、その頃には先住民や漢人の町が形成された。1642年にオランダ人がスペイン人に代わって社寮島を占領し、石炭や金の採掘に着手したが、1668年に鄭経がオランダ人を駆逐し拠点とした港町である。その後1683年に清朝の支配下に入る。これにより入植する漢人が増えたが、イギリスの軍船による侵犯事件が起こる。清朝統治時代の1863年、対外的に正式に開港した。さらに1875年に清朝政府がここに台北分防通判を置いたことから、ケーランと近い音でさらに「基地昇隆」の意味を込めて、鶏籠から基隆（キールン）に改称した（客家語発音である）。
1884年にフランス軍が基隆に上陸し劉銘伝率いる部隊と8ヶ月に渡り対峙する清仏戦争が起こった。1886年に劉銘伝は台湾巡撫に就任し、基隆の重要性を認識していたので、鉄道の建設、港湾や砲台の修復を積極的に進め、台湾初となる鉄道トンネルとなる獅球嶺隧道を完成させた。
1895年に日本が下関条約により台湾を接収、澳底に上陸ののち基隆に入った。以後の日本統治時代も一貫して正式な読みは「きいるん」であった。基隆は日本統治時代以前から対外貿易の拠点となっていたが港湾の水深が浅く岩礁も多かったため大型船の停泊には適さず、近代的な港としての発展には限界があった。日本政府は台湾統治を開始した4年後の1899年より港湾周囲の浚渫工事と防波堤の建設などを進め、1万トン級の船舶が停泊可能な近代港湾として整備した。同時に基隆は台湾縦貫鉄道の北側の起点とされ、その経済的な重要性はさらに高まった。また軍事面でも基隆は海軍が駐留する軍港とされ要塞地帯（基隆要塞）にも指定されていた。
基隆は台湾北部に位置し、内地に最も近い立地のため、内台航路の発着港としても繁栄した。また内地から移住する多くの日本人により急速に都市化が進展、1924年には市制が施行され人口は約7万（内地人が25%）の都市へと発展した。太平洋戦争（大東亜戦争）中は、その重要性から米軍の攻撃も受けている。
現在、基隆は台湾北部の港湾都市として、台北市の外港・衛星都市として発展している。1984年には、コンテナ貨物業務の取扱量世界第7位を記録し、輸出入取扱総額台湾一の港湾として現在に至る。このために外省人が多く、国民党勢力圏となっている。近年は基隆港周辺の整備による観光化が行われている。

### 年表
- 1920年 - 行政区域改革により、台北庁基隆支庁基隆区が台北州基隆郡基隆街となる。
- 1924年10月 - 基隆郡基隆街が市制施行し、基隆市が発足。
- 1945年 - 中華民国国民政府による台湾光復後、基隆市は省轄市となり、台湾省に帰属するようになった。(5区)
  - 堀川町・双葉町・天神町・高砂町・旭町・滝川町・福徳町・元町・玉田町の地域をもって、一区を設置。
  - 寿町・幸町・東町・緑町・田寮町・曙町、大字大水窟・深澳坑の地域をもって、二区を設置。
  - 義重町・日新町・真砂町・社寮町・浜町・入船町、大字八斗子・基隆嶼・花瓶嶼・綿花嶼・彭佳嶼の地域をもって、三区を設置。
  - 観音町・宝町・西町の一部、大字大武崙の地域をもって、四区を設置。
  - 明治町・大正町・昭和町・仙洞町・西町の一部、大字外木山・内木山・大竿林の地域をもって、五区を設置。
- 1946年 (5区)
  - 一区が仁愛区に改称。
  - 二区が信義区に改称。
  - 三区が中正区に改称。
  - 四区が安楽区に改称。
  - 五区が中山区に改称。
- 1947年1月18日 - 台北県基隆区七堵郷を編入。(6区)
  - 七堵郷が区制施行し、七堵区となる。
- 1949年2月1日 - 七堵区の一部が分立し、暖暖区が発足。(7区)
- 1988年 - 七堵区の一部が安楽区に編入。(7区)
- 1994年 - 省轄市が市に改称される。

## 政治

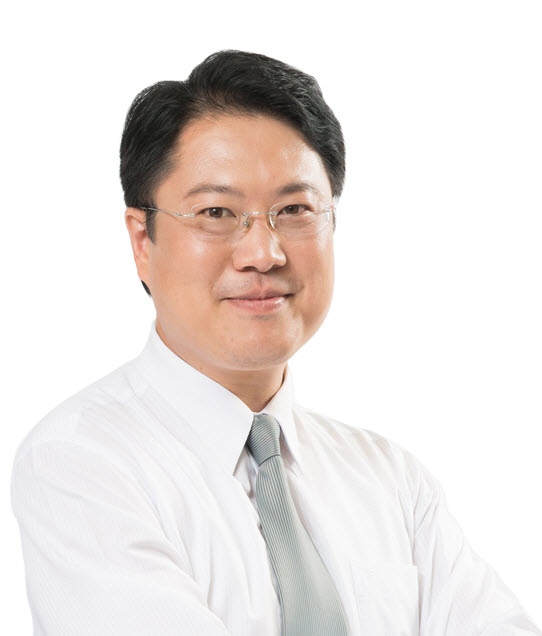
基隆市長林右昌

### 行政

#### 市長

##### 日本統治時代

###### 基隆市尹
- 佐藤得太郎（1924年 - ）
- 加藤守道
- 吉富保之
- 桑原政夫
- 川添修平
- 矢野謙三

###### 基隆市長
- 衡山竹男（1940年 - ）
- 竹中憲二
- 丸岡道夫

##### 中華民国時代
官選市長
| 代    | 氏名   | 就任   | 退任   | 備考 |
| ----- | ------ | ------ | ------ | ---- |
| 初代  | 石延漢 | 1945年 | 1947年 |      |
| 第2代 | 梁劼誠 | 1947年 | 1948年 |      |
| 第3代 | 鄧伯粹 | 1948年 | 1949年 |      |
| 第4代 | 謝貫一 | 1949年 | 1950年 |      |
| 第5代 | 高大経 | 1950年 | 1951年 |      |

民選市長
| 代     | 氏名   | 就任   | 退任   | 政党               |
| ------ | ------ | ------ | ------ | ------------------ |
| 初代   | 謝貫一 | 1951年 | 1954年 | 中国国民党         |
| 第2代  | 謝貫一 | 1954年 | 1957年 | 中国国民党         |
| 第3代  | 謝貫一 | 1957年 | 1960年 | 中国国民党         |
| 第4代  | 林番王 | 1960年 | 1964年 | 中国民主社会党     |
| 第5代  | 林番王 | 1964年 | 1965年 | 中国民主社会党     |
| 補選   | 蘇徳良 | 1965年 | 1968年 | 中国国民党         |
| 第6代  | 蘇徳良 | 1968年 | 1972年 | 中国国民党         |
| 第7代  | 陳正雄 | 1972年 | 1977年 | 中国国民党         |
| 第8代  | 陳正雄 | 1977年 | 1981年 | 中国国民党         |
| 第9代  | 張春熙 | 1981年 | 1985年 | 中国国民党         |
| 第10代 | 張春熙 | 1985年 | 1989年 | 中国国民党         |
| 第11代 | 林水木 | 1989年 | 1993年 | 中国国民党         |
| 第12代 | 林水木 | 1993年 | 1997年 | 中国国民党         |
| 第13代 | 李進勇 | 1997年 | 2001年 | 民主進歩党         |
| 第14代 | 許財利 | 2001年 | 2005年 | 中国国民党         |
| 第15代 | 許財利 | 2005年 | 2007年 | （元・中国国民党） |
| 代理   | 陳重光 | 2007年 | 2007年 | （中央政府派任）   |
| 補選   | 張通栄 | 2007年 | 2009年 | 中国国民党         |
| 第16代 | 張通栄 | 2009年 | 2014年 | 中国国民党         |
| 第17代 | 林右昌 | 2014年 | -      | 民主進歩党         |

## 施設

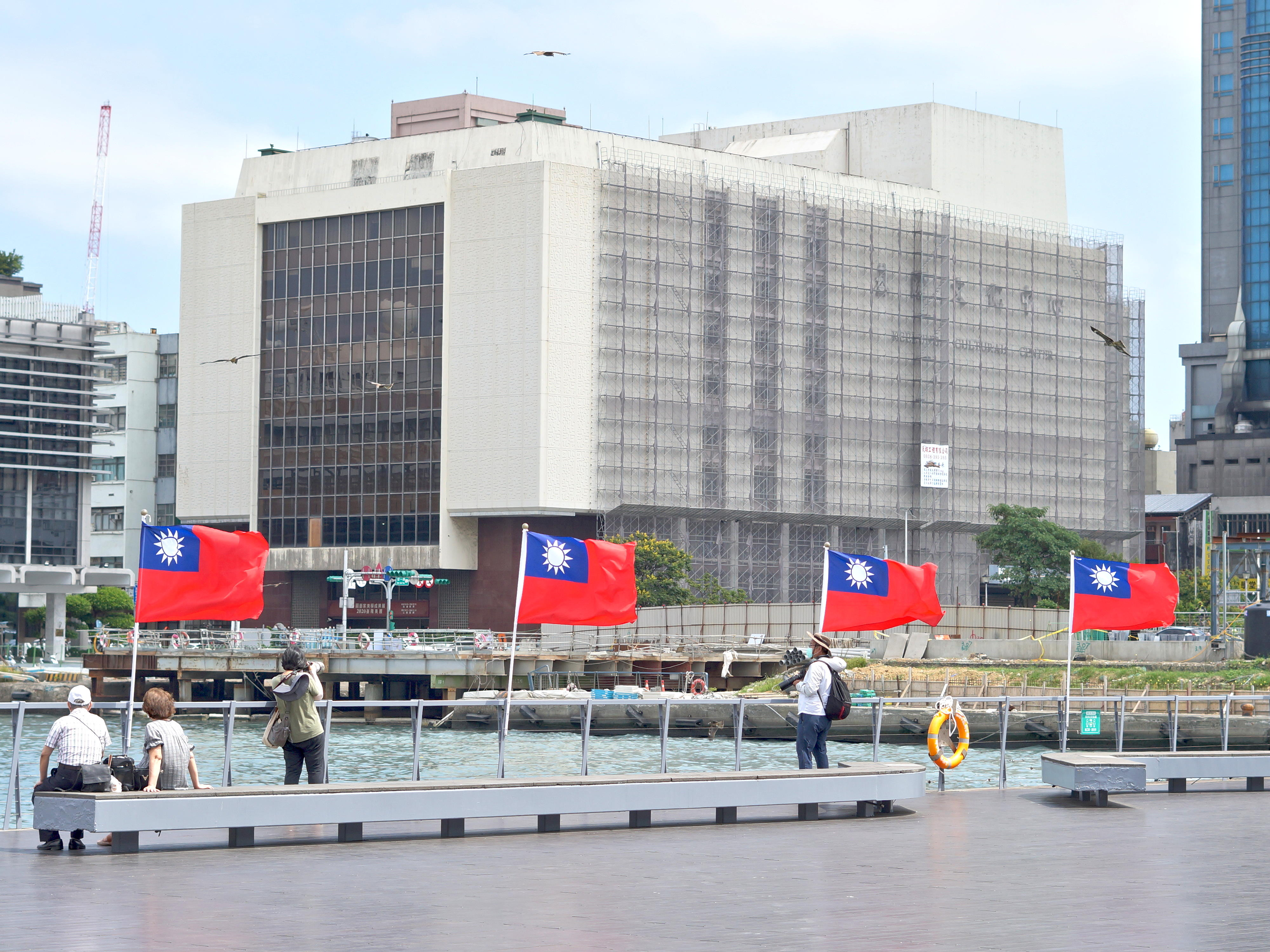
基隆文化センター

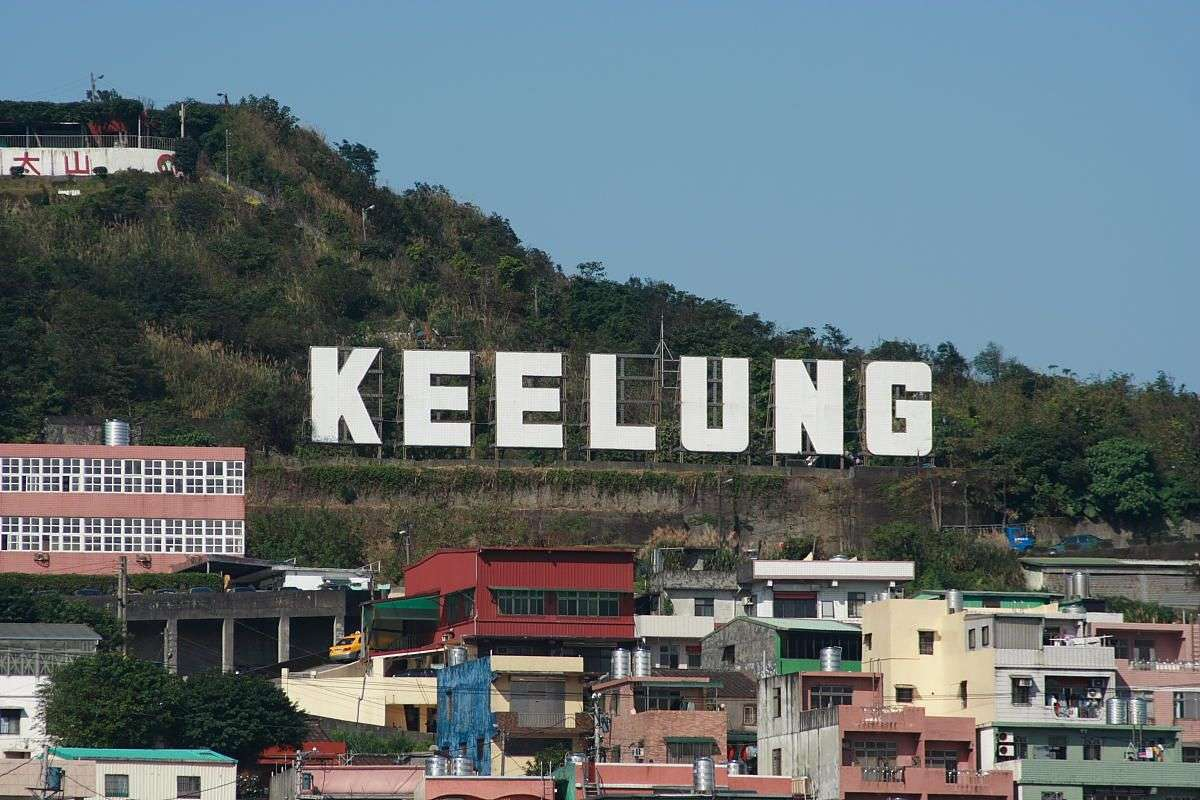
ハリウッドサインのような基隆プレート

### ホール
- 基隆文化センター（中国語版）[8]

### 図書館
- 基隆市文化局（中国語版）図書館
- 周氏図書館

なお、各区に区立図書館がある。

### スポーツ
- 基隆市立體育場
- 基隆市立体育館
- 暖暖運動公園

### その他
- 主普壇（中国語版） - 旧暦7月頃、盛大に普度活動（中元節）が行われる。
- 国立海洋科技博物館（2012年部分開館、2014年全面開館）

## 対外関係

### 姉妹都市･提携都市
アジア
- ダバオ（フィリピン共和国 ダバオ地方 南ダバオ州）
- バコロド（フィリピン共和国 西ビサヤ地方 西ネグロス州）
- 呉市（日本国 中国地方 広島県）
- 高松市（日本国 四国地方 香川県）
- 八代市（日本国 九州地方 熊本県）
- 宮古島市（日本国 南西諸島 沖縄県）
- 尚州市（大韓民国 慶尚北道）

大洋州
- マリックビル（オーストラリア連邦 ニューサウスウェールズ州）
- ビキニ環礁（マーシャル諸島共和国 ラリック列島）
- アルコロン州（パラオ共和国）

北米
- キャンベル（アメリカ合衆国 カリフォルニア州）
- ソルトレイクシティ（アメリカ合衆国 ユタ州）
- コーパスクリスティ（アメリカ合衆国 テキサス州）
- ローズミード（アメリカ合衆国 カリフォルニア州）
- タコマ（アメリカ合衆国 ワシントン州）
- ヤキマ（アメリカ合衆国 ワシントン州）
- サンダーベイ（カナダ連邦 オンタリオ州）

南米
- イキケ（チリ共和国 タラパカ州）
- カンパーナ（アルゼンチン共和国 ブエノスアイレス州）
- プンタレナス（コスタリカ共和国 プンタレナス州）

アフリカ
- バッファローシティー（南アフリカ共和国 東ケープ州）- 旧イースト・ロンドンと姉妹都市提携。

## 教育

### 大学
- 国立台湾海洋大学

### 技術学院
- 経国管理曁健康学院
- 崇右技術学院

### 高級中学
- 国立基隆高級中学
- 国立基隆女子高級中学
- 基隆市立中山高級中学
- 基隆市立安楽高級中学
- 基隆市立暖暖高級中学
- 天主教聖心高級中学
- 私立二信高級中学

### 高級職業学校
- 国立基隆海事職業学校
- 国立基隆商工職業学校
- 光隆高級家事商業職業学校
- 培徳高級工業家事職業学校

国民中学、国民小学については下部行政区の項目を参照。

## 交通

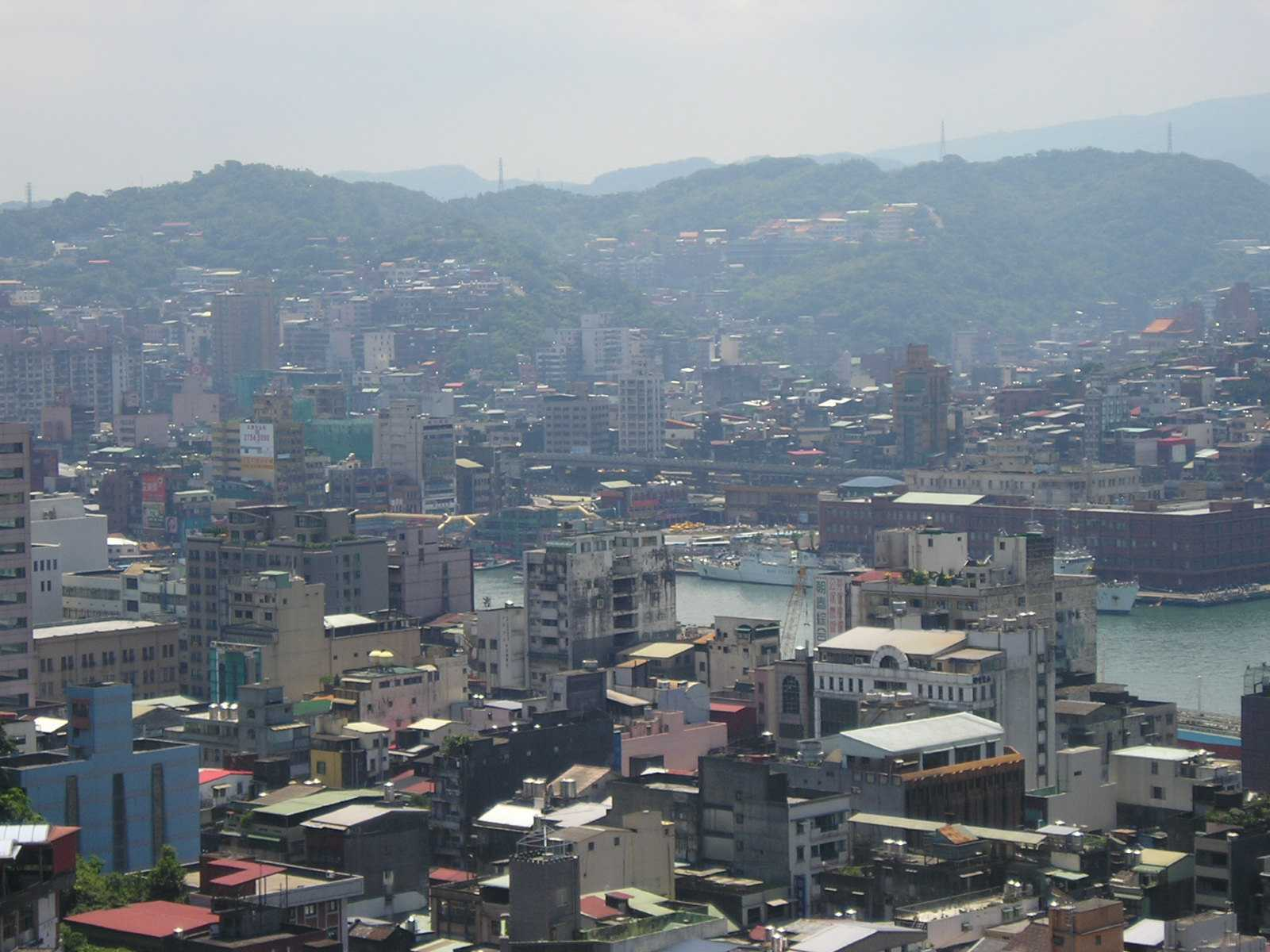
基隆市街

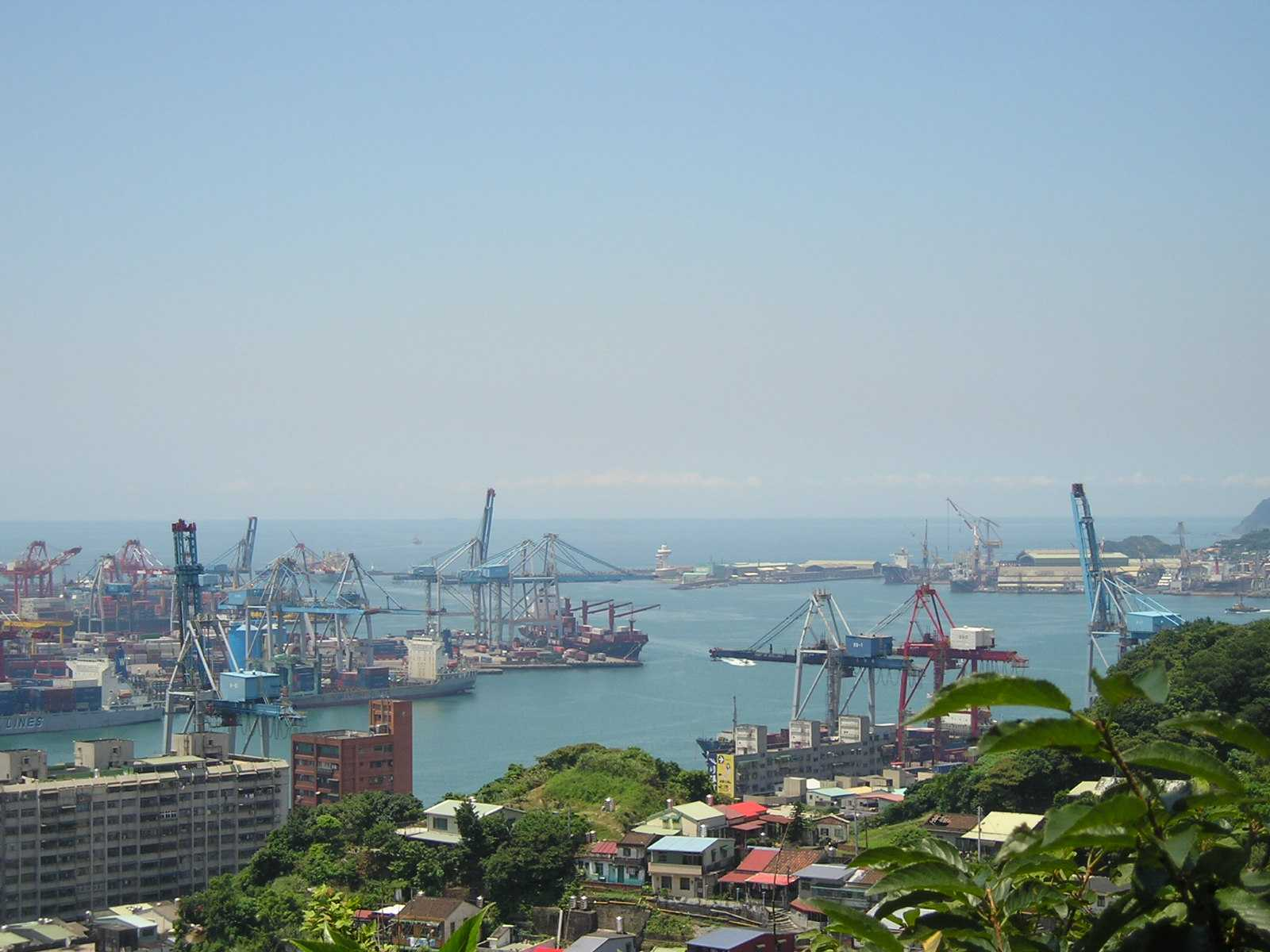
基隆港湾部

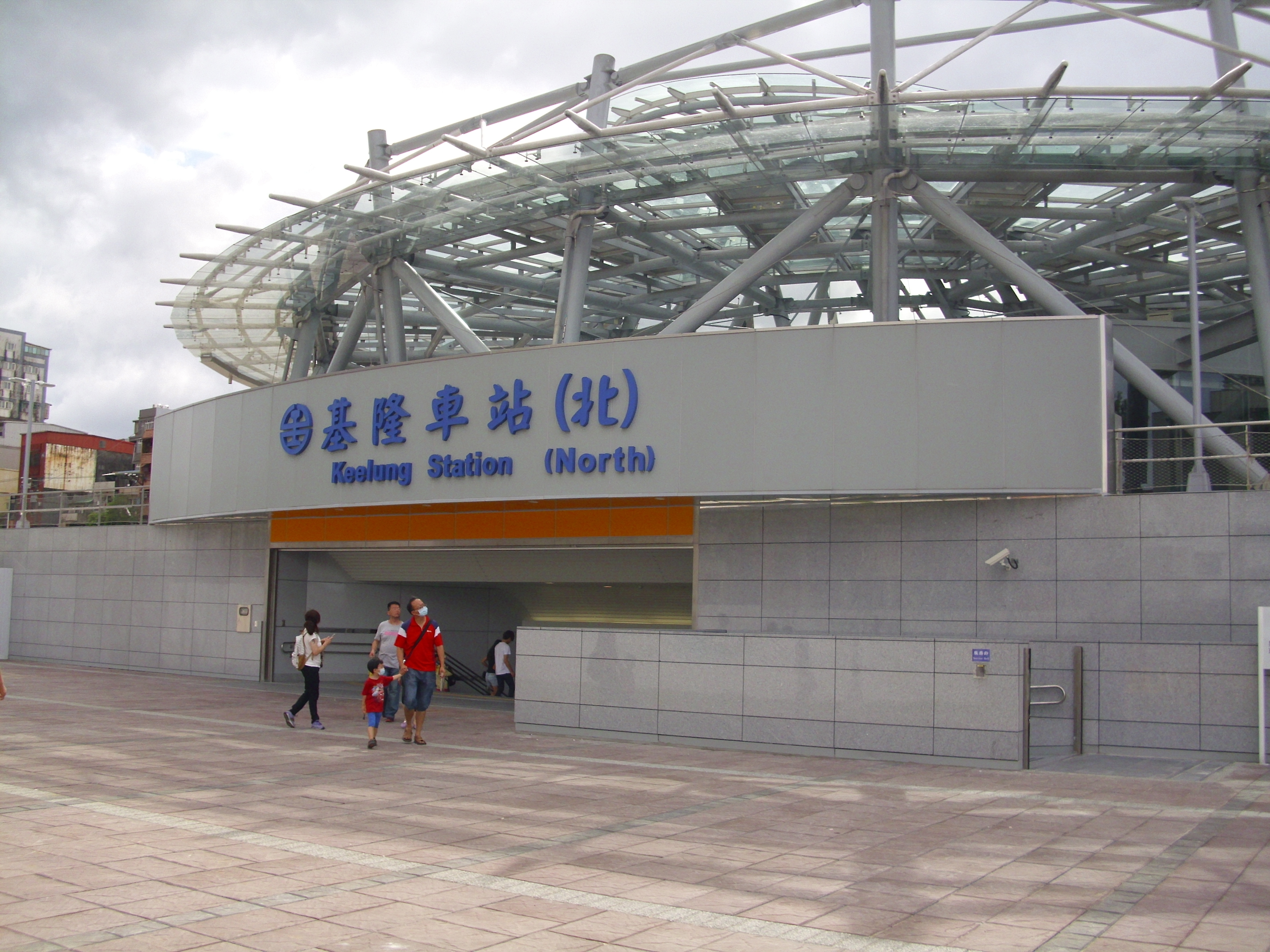
基隆駅（台湾鉄路管理局最北端の駅）

### 鉄道

#### 台湾鉄路管理局
| 線区名     | 駅数     | 駅名称                                           |
| ---------- | -------- | ------------------------------------------------ |
| 縦貫線     | 5        | 基隆駅（縦貫線起点） 三坑駅 八堵駅 七堵駅 百福駅 |
| 東部幹線   | 4        | 八堵駅 暖暖駅（無人駅）                          |
| 深澳線     | 元貨物線 | 海科館駅                                         |
| 基隆臨港線 | 貨物線   | （廃止）                                         |

#### 捷運、ライトレール
地元には台北捷運板南線の延伸を求める声があるが、現在のところ具体的な計画はない。
現在、基隆市政府は市内を連絡する交通手段としてライトレール方式の基隆軽軌が計画中である。全部の計画路線は下記の通り。
- 海線（基隆駅～国立海洋科技博物館）
- 山線（基隆駅～汐止区役所）

※台北捷運民生汐止線（ライトレール）と直通運転の予定。

### バス
- 路線バス
  - 基隆市公共汽車管理処（基隆市営バス） - 市内路線を経営。均一料金制。
  - 基隆客運（中国語版）
  - 福和客運（中国語版）
- 高速バス
  - 国光汽車客運
  - 基隆客運
  - 泰楽客運
  - 淡水客運（中国語版）
  - 光華バス（中国語版）
  - 汎航客運（中国語版）
  - 首都客運（中国語版）
  - 大都会客運

### 道路

#### 高速道路
- 高速道路1号（国道1号）
  - 基隆端
  - 基隆交流道（通称、八堵交流道）
  - 八堵交流道（通称、暖暖交流道）
  - 大華系統交流道
  - 五堵交流道
- フォルモサ高速公路（国道3号）
  - 基金端
  - 瑪東系統交流道
- 東西向快速公路 萬里瑞濱段（省道・台62線）
  - 大武崙端
  - 瑪東系統交流道
  - 大埔交流道
  - 大華系統交流道
  - 暖暖交流道
- 基隆港西岸連外道路（省道・台2己線）
- 基隆港東岸連外道路 - 計画中
- 西定高架道路（西定川バイパス）
- 環山道路（市中心部の環状道路） - 計画中

#### 省道
- 台2線 - 北部浜海公路（臨海道路）
  - 台2丙線 - 基福公路（暖暖～福隆）
  - 台2丁線 - 瑞八公路（八堵～瑞芳）
- 台5線 - 北基道路
  - 台5甲線 - 旧北基道路（汐止～五堵）

### 水上交通
- 基隆港
  - 日本への観光航路（麗星郵輪天秤星号） 
    - 基隆港 - 石垣島、那覇

- - 過去の日本航路（有村産業）

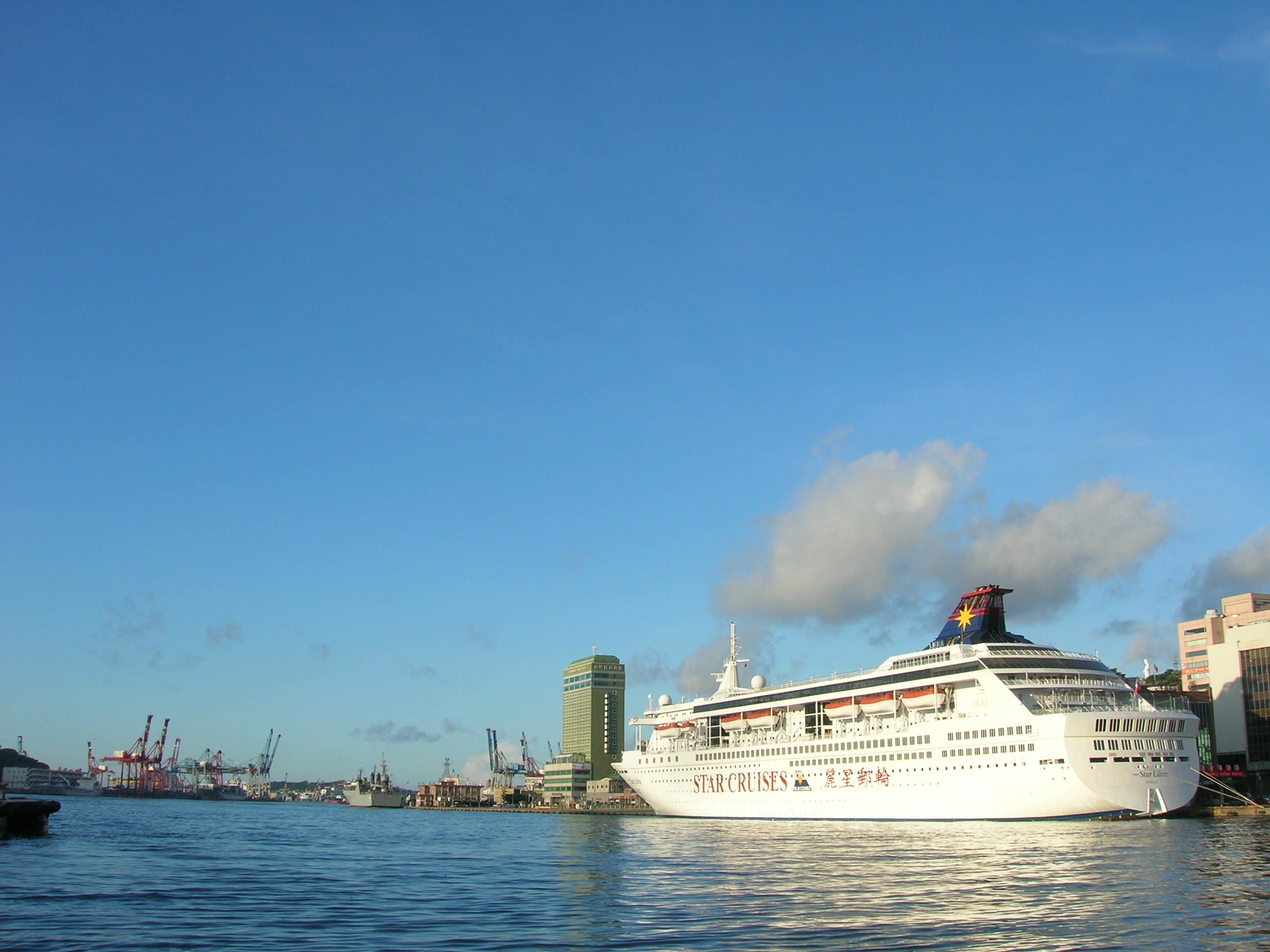
基隆港

    - 博多港 - 鹿児島港 - 那覇港 - 平良港（宮古島） - 石垣港（石垣島） - 基隆港 - 那覇港 - 石垣港 - 平良港 - 那覇港 - 名古屋港

- - 馬祖列島航路
    - 基隆港 - 南竿‧福澳港 - 東引‧中柱港→定期運航

- - 澎湖への観光航路（麗星郵輪天秤星号）
    - 基隆港 - 澎湖
- 水上バス
  - 基隆港、基隆嶼遊覧船：基隆駅前発着
  - 藍色公路（ブルーンラインバス）：碧砂漁港発着

## 観光

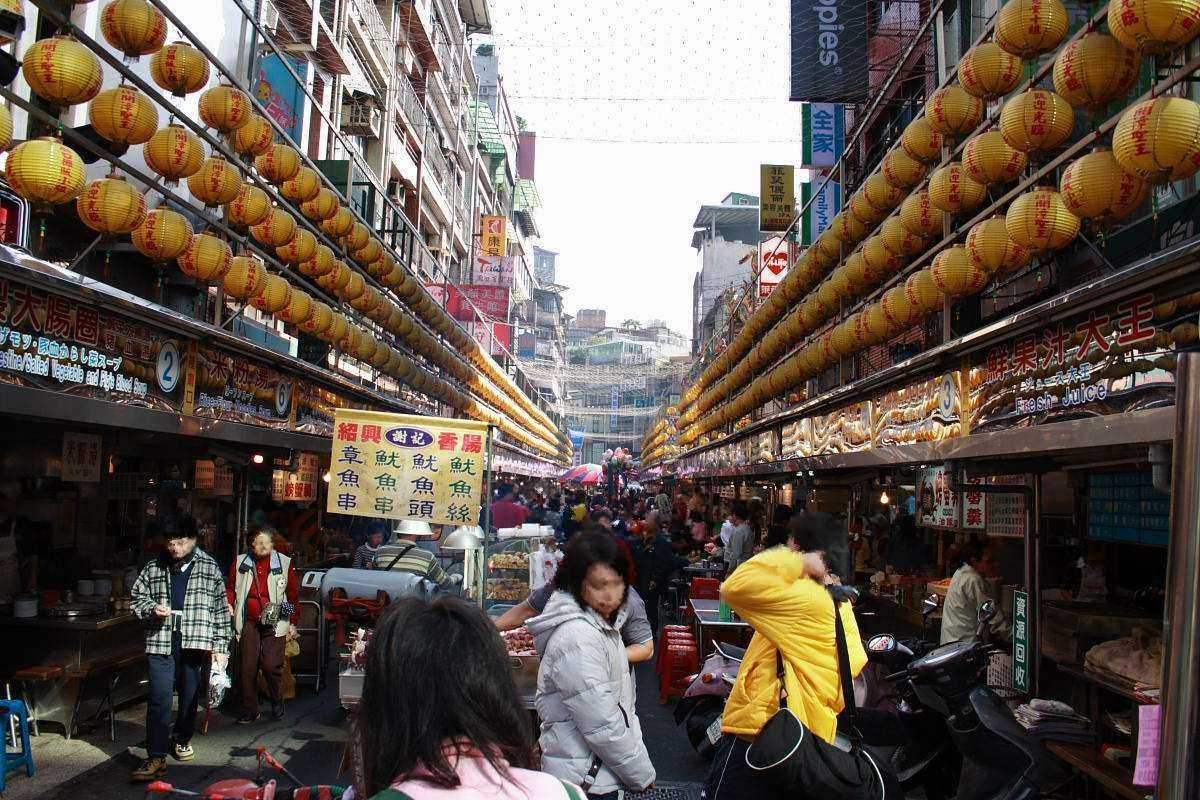
廟口小吃（基隆夜市）

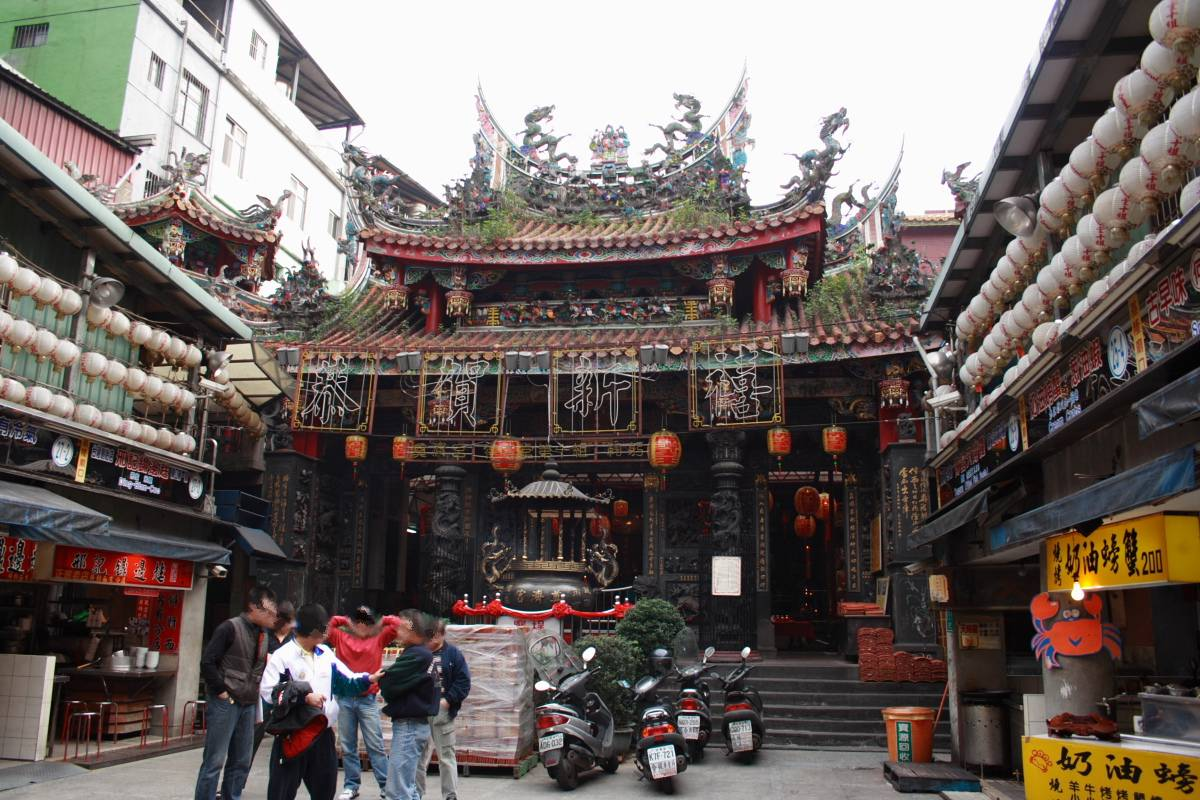
奠済宮

Category:基隆市の観光地

### 名所
- 基隆廟口（中国語版）
- 中正公園（中国語版）（日本統治時代の台湾八景・旭ヶ丘）
- 和平島（中国語版）
- 基隆嶼
- 八斗子公園
- 外木山（中国語版）海岸
- 碧砂漁港（中国語版）
- 崁仔頂漁市（台湾を代表する水産物卸売市場）
- 仙洞巌（中国語版）
- 情人湖（中国語版）
- 暖東峡谷（中国語版）
- 泰安瀑布
- 紅淡山（中国語版）
- 二沙湾砲台（海門天険）
- 獅球嶺砲台（中国語版）
- 大武崙砲台
- 白米甕砲台（オランダ城）
- 槓子寮砲台（中国語版）
- 海港大楼（中国語版）（基隆港務局、基隆税関合同庁舎）
- 霊泉禅寺
- 陽明海洋文化芸術館（中国語版）

## 文化･名物

### 祭り
- 鶏籠中元祭

毎年、鬼月（亡霊の月）と称される旧暦7月頃に盛大な普度活動（盂蘭盆）が行われる。台湾の十二大文化祭りの1つとして有名。
- 基隆鎖管節
- 基隆芸宣文化節

## 出身有名人
- 白冰冰
- 羅志祥（ショウ・ルオ）
- 陳其邁（現高雄市長、元・行政院副院長）
- 高嘉瑜（PTT管理人、台北市議、民主進歩党立法委員）
- 西沢基一（経済学者）
- 西沢隆二（詩人、活動家）